# فیکوروبیلین
فیکوروبیلین (به انگلیسی: Phycourobilin) با فرمول شیمیایی C33H42N4O6 یک ترکیب شیمیایی است؛ که جرم مولی آن ۵۹۰٫۷۱ گرم بر مول می‌باشد.